# HaShir HaBa L’Eurovizion 2020
Unter dem Titel HaShir HaBa L’Eurovizion wurde am 3. März 2020 das israelische Lied für den Eurovision Song Contest 2020 in Rotterdam (Niederlande) ausgewählt. Die Interpretin des Liedes Eden Alene wurde bereits im Vorfeld über die Sendung HaKokhav HaBa L’Eurovizion 2020 am 4. Februar 2020 ausgewählt. Moderiert wurde die Sendung von Lucy Ayoub, die bereits den Eurovision Song Contest 2019 zusammen mit Assi Azar, Bar Refaeli und Erez Tal moderiert hat.
Am Ende gewann das von Doron Medalie und Idan Raichel komponierte Lied Feker Libi, welches auf fünf verschiedenen Sprachen gesungen wird. Mit dem Lied vertrat Eden Alene nun Israel beim Eurovision Song Contest 2020 in Rotterdam.

## Konzept

### Format
Bereits im Vorfeld war bekannt, dass KAN seinen Interpreten für den Eurovision Song Contest wieder über die Sendung HaKokhav HaBa L’Eurovizion auswählen wird. Nach Kritik an der Liederauswahl 2019 kündigte KAN an, dass der israelische Beitrag bzw. das Lied wieder über eine nationale Vorentscheidung ermittelt werden soll. Von 2015 bis 2019 nutzte KAN stets die Sendung HaKokhav HaBa L’Eurovizion um den Interpreten zu bestimmen. Mit Ausnahme von 2016, wurden aber alle Beiträge in diesem Zeitraum intern ausgewählt. Lediglich im Jahre 2016 wurde über HaKokhav HaBa L’Eurovizion auch das Lied für den Eurovision Song Contest ermittelt.
Am 12. Januar 2020 gab KAN die Details zur Sendung The Next Song for Eurovision bekannt. So sollte der Siegerinterpret der Sendung HaKokhav HaBa L’Eurovizion 2020 am 3. März 2020 vier Beiträge in einer Livesendung vorstellen. Der Siegertitel, den der Interpret dann in Rotterdam singen wird, sollte dann in einer Abstimmungsrunde zu 65 % von einem professionellen Auswahlkomitee, zu 30 % vom Televoting und zu 5 % von einer Jury bestimmt.

### Beitragswahl
Ein Aufruf zum Einreichen von Beiträgen fand im Januar 2020 statt. Bis zum 11. Februar 2020 konnten bei ACUM registrierte Komponisten Beiträge einreichen.
Am 13. Februar 2020 veröffentlichte KAN die Titel der vier Lieder inklusive deren Komponisten.

## Finale
Die Sendung fand am 3. März 2020 statt. Insgesamt vier Beiträge wurden dort von Eden Alene vorgestellt, ehe am Ende das Lied Feker libi gewinnen konnte.
| Platz | Startnr. | Interpret  | Lied Musik (M) und Text (T)                                                                             | Sprache                                                        | Übersetzung (Inoffiziell) | Punkte | Punkte    | Punkte |
| Platz | Startnr. | Interpret  | Lied Musik (M) und Text (T)                                                                             | Sprache                                                        | Übersetzung (Inoffiziell) | Jury   | Zuschauer | Gesamt |
| ----- | -------- | ---------- | --- | -------------------------------------------------------------- | ------------------------- | ------ | --------- | ------ |
| 1.    | 4        | Eden Alene | Feker libi M/T: Doron Medalie, Idan Raichel                                                             | Englisch, Hebräisch, Amharisch, Arabisch, Konstruierte Sprache | Geliebt                   | 128    | 154       | 282    |
| 2.    | 2        | Eden Alene | Roots M: Nathan Goshen; T: Nathan Goshen, Stav Beger                                                    | Englisch                                                       | Wurzeln                   | 136    | 069       | 205    |
| 3.    | 3        | Eden Alene | Rakata M: Gal Joe Cohen, Eyal Ishay, Zlil Kalifi; T: Gal Joe Cohen, Eyal Ishay, Zlil Kalifi, Eran Kashi | Englisch, Hebräisch                                            | Nur du                    | 086    | 053       | 139    |
| 4.    | 1        | Eden Alene | Savior in the Sound M/T: Oren Emanuel, Ori Avni, Talia Londoner                                         | Englisch                                                       | Retter im Klang           | 082    | 012       | 094    |